# Bahama-szigetek
A Bahama-szigetek vagy hivatalosan a Bahamai Közösség (angol: Commonwealth of The Bahamas) egy ország a Karib-térségben.
A Magyarországnál hétszer kisebb területű szigetcsoport 690 szigete és több mint 2000 korallszirtje Floridától délkeletre ívelődik az Atlanti-óceánban.
A szigetek közül 29 lakott. Kolumbusz a szigetcsoport egyik szigetén, San Salvadoron lépett először Amerika földjére, 1492-ben. A volt brit koronagyarmat 1973-ban nyerte el függetlenségét.

## Etimológia
A "Bahamák" név etimológiája vitatott.
Egyesek szerint a név az ősi Bahama („nagy felső középső sziget”) névből származik, amelyet az őslakos taínó nép használt Nagy-Bahama szigetére. Az idegenvezetők ugyanakkor gyakran állítják, hogy a név a spanyol baja mar („sekély tenger”) szóból származik, amely körülveszi a szigeteket.

## Fekvése, határai
A 690 szigetből és 2387 korallszirtből álló, 1300 km hosszan húzódó ország az Atlanti-óceán nyugati részén, Floridától délkeletre fekszik. A korallszigetek és szirtek átlagos területe 5 és fél négyzetkilométer.

## Földrajza, természeti környezete
| Név                        | terület (km²) | lakosság | népsűrűség (fő/km²) |
| -------------------------- | ------------- | -------- | ------------------- |
| Abaco                      | 1681          | 13 170   | 7,8                 |
| Acklins                    | 497           | 428      | 0,9                 |
| Andros                     | 5 957         | 7 686    | 1,3                 |
| Berry Islands              | 31            | 709      | 22,9                |
| Bimini                     | 23            | 1 717    | 74,7                |
| Cat Island                 | 388           | 1 647    | 4,2                 |
| Crooked Island és Long Cay | 241           | 350      | 1,5                 |
| Eleuthera                  | 484           | 7 999    | 16,6                |
| Exuma                      | 290           | 3 571    | 12,3                |
| Grand Bahama               | 1373          | 46 994   | 34,2                |
| Harbour Island             | 8             | 1639     | 204,9               |
| Inagua                     | 1551          | 969      | 0,6                 |
| Long Island                | 596           | 2 992    | 5,0                 |
| Mayaguana                  | 285           | 259      | 0,9                 |
| New Providence             | 207           | 210 832  | 1018,5              |
| Ragged Island              | 36            | 72       | 2,0                 |
| Rum Cay                    | 78            | 80       | 1,0                 |
| San Salvador               | 163           | 970      | 6,0                 |
| Spanish Wells              | 26            | 1527     | 58,7                |

### Domborzata

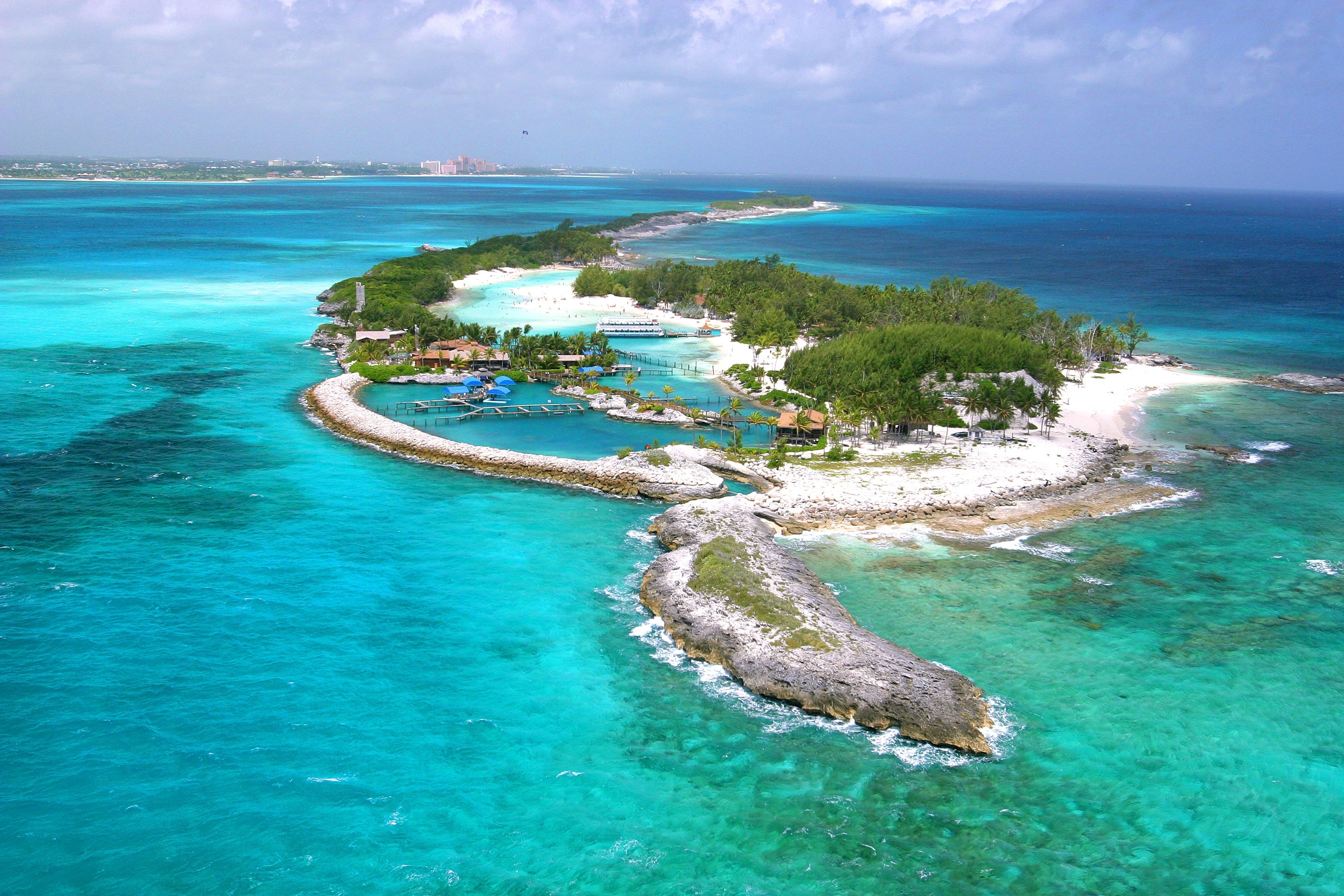
Blue Lagoon-sziget

A szigetek felszíne sík. A dombok ritkán emelkednek 15-20 méternél magasabbra. A legmagasabb pont 63 m magasan van a tengerszint felett.

### Vízrajza
A Bahama-szigetek délkeleti részén három, nagy kiterjedésű „bank” van. Így nevezik a partoktól távol eső sekély tengereket. Ezek földrajzilag részei a Bahama-szigeteknek, de nem tartoznak az állam területéhez.

### Növény- és állatvilága

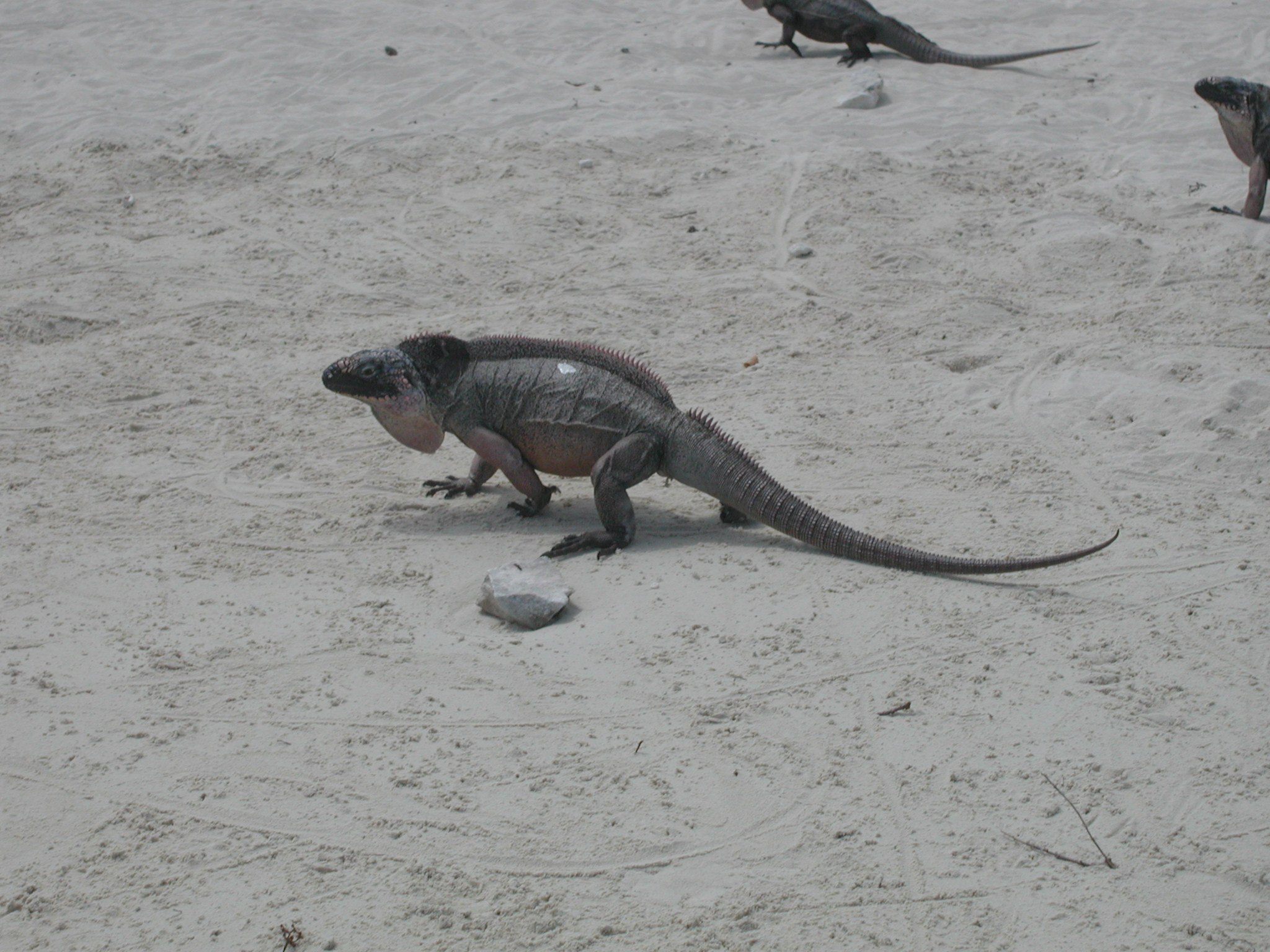
Leguánfélék - (Cyclura cychlura inornata)

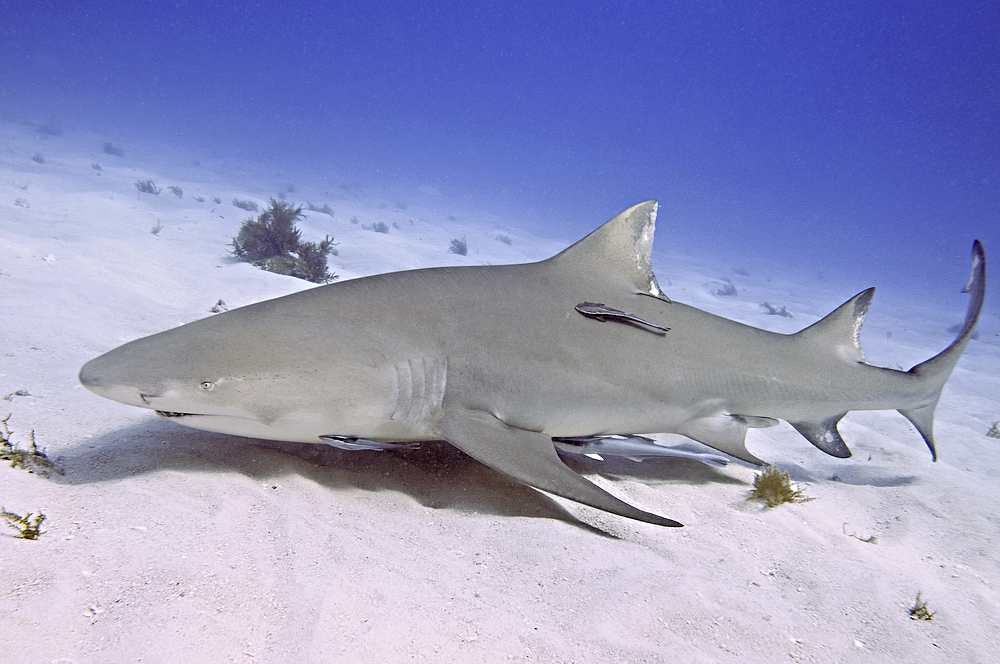
Citromcápa

### Éghajlata

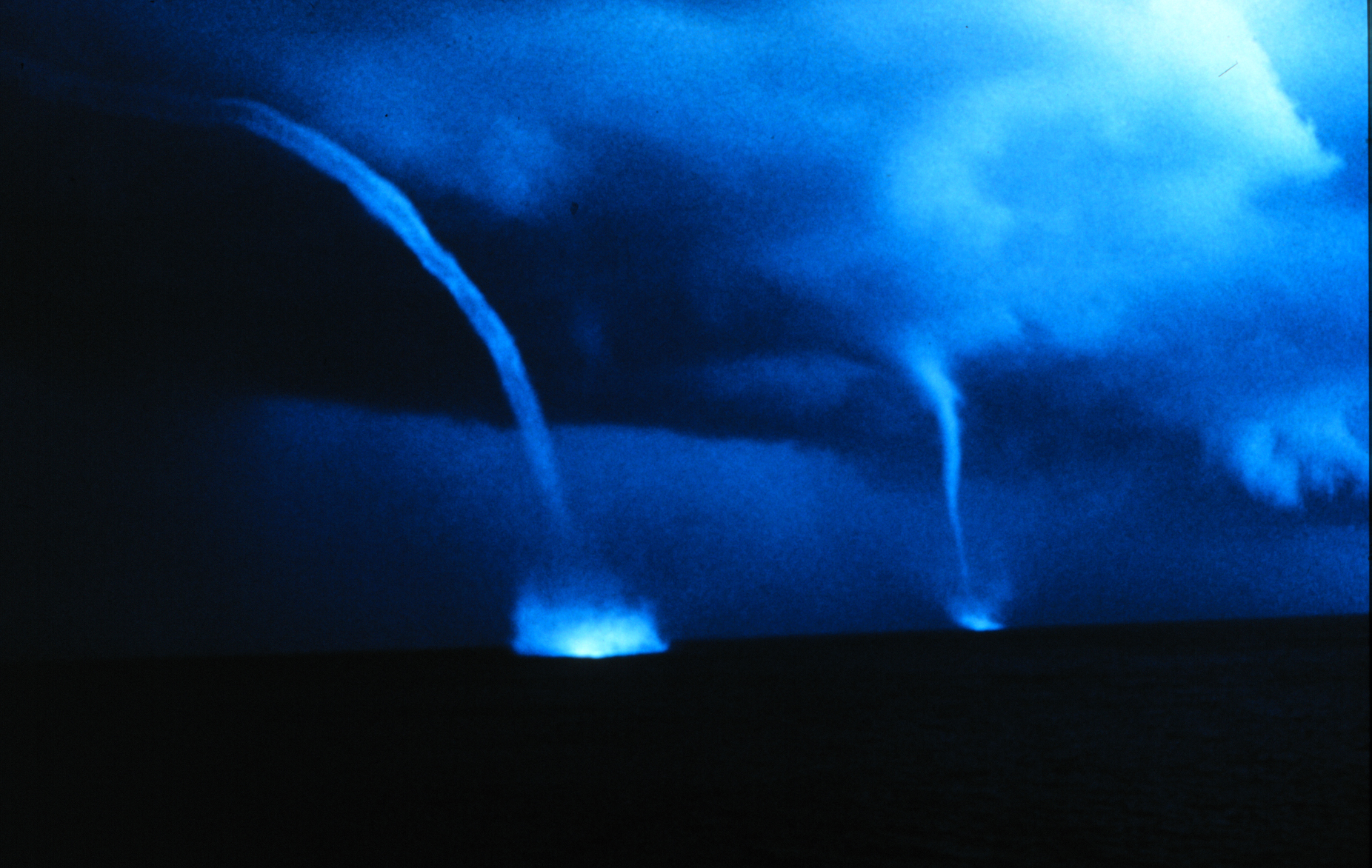
A tornádó egy fajtája: víztölcsérek

Az országban szubtrópusi monszunéghajlat uralkodik. Az évi átlagos középhőmérséklet 28 °C. A hőséget enyhíti a tenger közelsége. Nyár végén, ősszel gyakoriak a trópusi ciklonok, más néven hurrikánok. Az erős szél és az általa felduzzasztott tengervíz súlyos károkat képes okozni. A rendszeres meteorológiai megfigyelések kezdete óta még sohasem fagyott, de +3-5 Celsius-fok előfordul.

## Történelme
A Bahama név eredete vitatott. Vannak akik a spanyol baja mar: 'sekély tenger' kifejezésből eredeztetik; mások szerint a Grand Bahama Island-ra alkalmazott tainó nyelvű ba-ha-ma kifejezésből származik, melynek jelentése: 'nagy felső középső föld'.
Bár a térség korábban is lakott volt, a tengerjáró tainók a déli Bahama-szigetekre a 7. században nyomult be Hispaniola és Kuba felől. Ezeket az embereket ismerik lucayan néven. Becslések szerint 40 000-nél több lucayan élt a spanyol gyarmatosítók érkezésekor.
1492 október 12-én Kolumbusz Kristóf hajói az európaiak számára addig teljesen ismeretlen Újvilágban először az általa San Salvadornak nevezett Guanahani-szigeten értek partot. Ezt a lucayanok Guanahani néven nevezték, a mai neve Samana Cay vagy pedig a mai San Salvador-sziget, amit Waitling szigete néven is ismernek. Ez az egzotikus sziget Bahama középső részén helyezkedik el. A lucayanok barátságosan fogadták Kolumbuszt, aki később javakat cserélt velük.
A bahamai lucayanokat később Hispaniolára szállították rabszolgaként, és két évtizeden belül a lucayan társadalom megszűnt létezni a kényszermunka, a háborúskodás, a betegségek, az emigráció és a kiházasodások miatt. A lucayan lakosság eltűnése után a Bahama-szigetek lényegében lakatlanok maradtak az angol telepesek 1647-es érkezéséig. Közülük elsőként a Puritánok alapítottak települést Eleuthera szigetén.
1670-ben II. Károly angol király Karolina gyarmat bérlőinek adta bérbe a Bahama-szigeteken a királyi jogokat: a kereskedés, adóztatás, kormányzó kinevezésének és a terület igazgatásának jogát. A bérlők igazgatása idején a Bahama-szigetek kalózok menedékévé vált. Köztük volt a hírhedt Feketeszakáll. A törvényes rend helyreállítása érdekében a Bahama-szigeteket 1718-ban brit koronagyarmattá nyilvánították. Ezután kemény harcban törték le a kalózkodást.
Mintegy 8000 amerikai lojalista érkezett 1783 után New Yorkból, Floridából, Észak- és Dél-Karolinából rabszolgáival együtt. Ekkortól a lakosság többsége fekete.
1782. május 8-án az amerikai függetlenségi háborúban Louisiana spanyol kormányzója elfoglalta a Bahama-szigeteken, New Providence szigeten található brit haditengerészeti támaszpontot. A következő évben megkötött béke azonban visszajuttatta Bahama-szigeteket a britek birtokába.
1807-ben betiltották a rabszolga-kereskedelmet a brit birtokokon. A rabszolgahajókról kiszabadítottakat jórészt a Bahama-szigeteken telepítették le. A rabszolgaságot a Brit Birodalomban 1834. augusztus 1-jén tiltották be. Sok rabszolga szökött ide az Egyesült Államokból az Atlanti-óceán veszélyeit legyőzve a szabad élet reményében. 1932-ben 5-ös fokozatú hurrikán sújtotta a szigeteket, nagy pusztítást okozva.
A britek a szigeteknek belső önkormányzatot 1964-ben adtak. 1973-ban Bahama-szigetek nemzetközösségi monarchiaként független állammá vált, az államfője III. Károly, mint a Bahama-szigetek királya. 1967-ben Sir Lynden Pindling volt az első fekete a gyarmat élén, és 1968-ban miniszterelnök lett. Egy másik bahamai fekete, Sir Milo Butler lett a királynőt képviselő főkormányzó a függetlenség után. A turizmusra és a offshore pénzügyi műveletekre támaszkodva a bahamai gazdaság az 1950-es évek óta virágzik. Továbbra is súlyos gondot okoz az oktatás és az egészségügyi ellátás helyzete, a nemzetközi kábítószer-kereskedelem és az illegális bevándorlás.
2019. szeptember 2-án az ország történelme eddigi legnagyobb természeti katasztrófáját szenvedte el, amikor lecsapott rá a Dorian hurrikán. A károk felmérése még tart, de azt biztos, hogy hatalmas csapást mért az országra és gazdaságára.

A Bahamák, mint brit koronagyarmat zászlaja.
A brit koronagyarmat Bahama-szigetek Szent Eduárd koronás gyarmati címere. Latin jelmondata: Expulsis Piratis – Restituta Commercia, Kalózok kiűzve - Kereskedelem helyreállítva.

## Népessége
Az ország lakossága 2021-ben 396 ezer fő.

### Népességének változása
| Lakosok száma | 109 526 | 146 364 | 177 844 | 201 511 | 230 014 | 261 102 | 286 845 | 315 624 | 354 492 | 399 440 |
|               | 1960    | 1966    | 1972    | 1978    | 1984    | 1991    | 1997    | 2003    | 2009    | 2023    |

### Etnikumok
A lakosság  80%-a fekete, 10%-a fehér, 10%-a pedig ázsiai és egyéb származású. A feketék az afrikai rabszolgák leszármazottai. Részben a fehér gyarmatosítók hurcolták be őket a szigetre, részben maguktól szöktek ide az Egyesült Államokból, amikor a szigeteken már beszüntették a rabszolgatartást. A fehér lakosság a brit gyarmatosítók leszármazottaiból áll. A fennmaradó 10% nagy része mulatt, fekete-fehér keverék. Elenyésző az ázsiaiak (indiaiak) aránya.

### Nyelvi összetétel
Az országban az angolt és a kreolt beszélik. Ezek közül a hivatalos az angol.

### Vallások
A Bahama-szigetek lakosságának 90%-a vallja magát vallásosnak. A vallásos lakosság túlnyomórészt keresztény. A 2008-as adatok szerint a lakosság 72%-a protestáns felekezetekhez tartozik. Ebből a baptisták 35%-ot, az anglikánok 15%-ot, a pünkösdisták 8%-ot, az Isten Egyháza egyház 5%-ot, a hetednapi adventisták 5%-ot és a metodisták 4%-ot képviselnek. Van egy jelentős római katolikus közösség is, amely körülbelül 14%-ot tesz ki.

## Közigazgatása és politikai rendszere

### Alkotmány, államforma

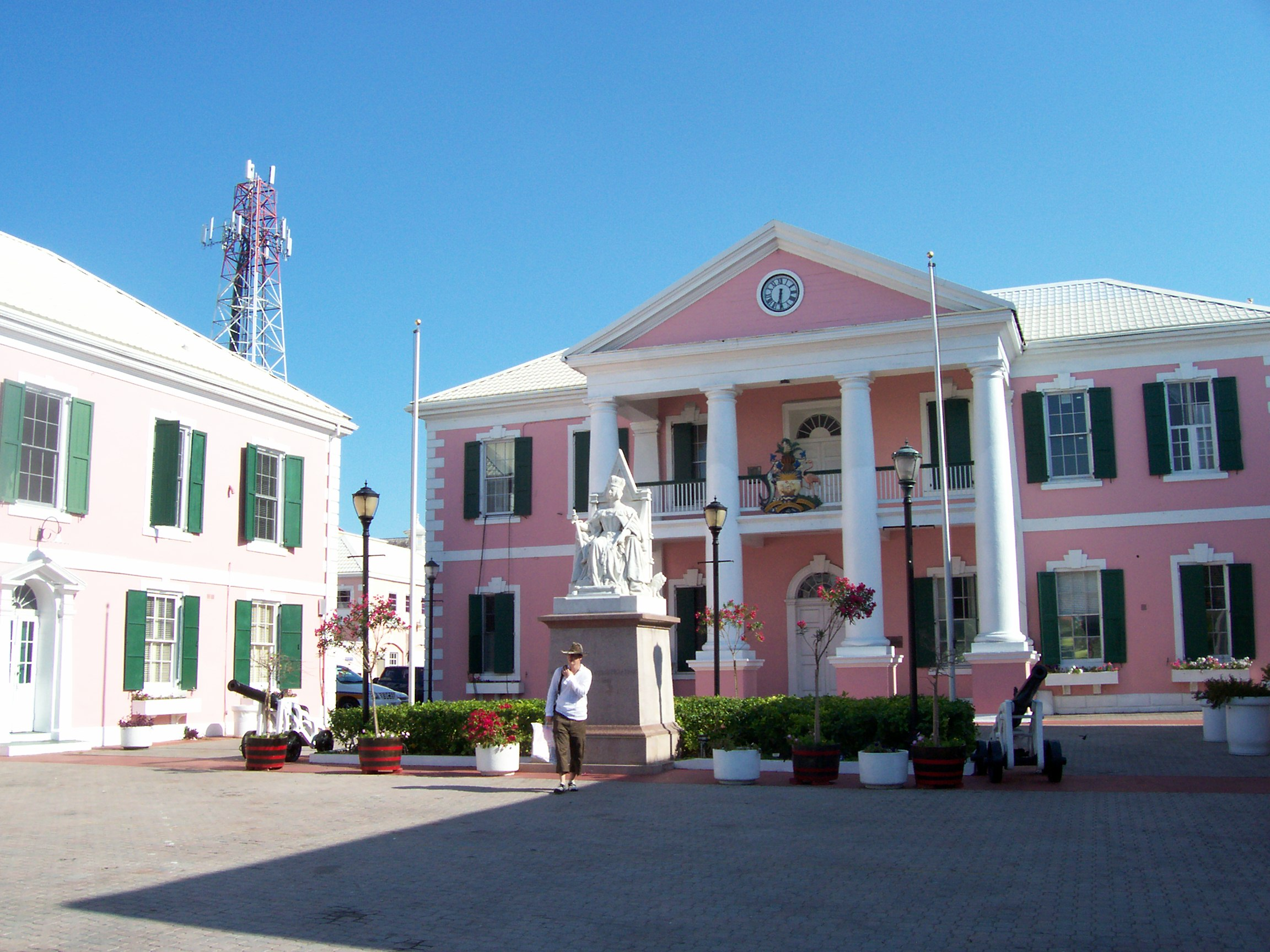
A parlament épülete Nassauban

Az ország államformája alkotmányos monarchia. Az ország perszonálunióban áll az Egyesült Királysággal, államfő a brit uralkodó, akit a főkormányzó képvisel. A jelenlegi uralkodó III. Károly. A főkormányzó a legtöbb szigetcsoporton megtalálható hivatalain keresztül gyakorolja a Nagy-Britanniában élő uralkodó helyett és nevében az államfői jogköröket. Az uralkodó szerepe ceremoniális, nem jár valódi hatalommal. A trón örököse - mint az Egyesült Királyságban - a walesi herceg, az uralkodó legidősebb fia, jelenleg Vilmos walesi herceg. 
A főkormányzó 2010. április 14. óta Sir Arthur Foulkes.

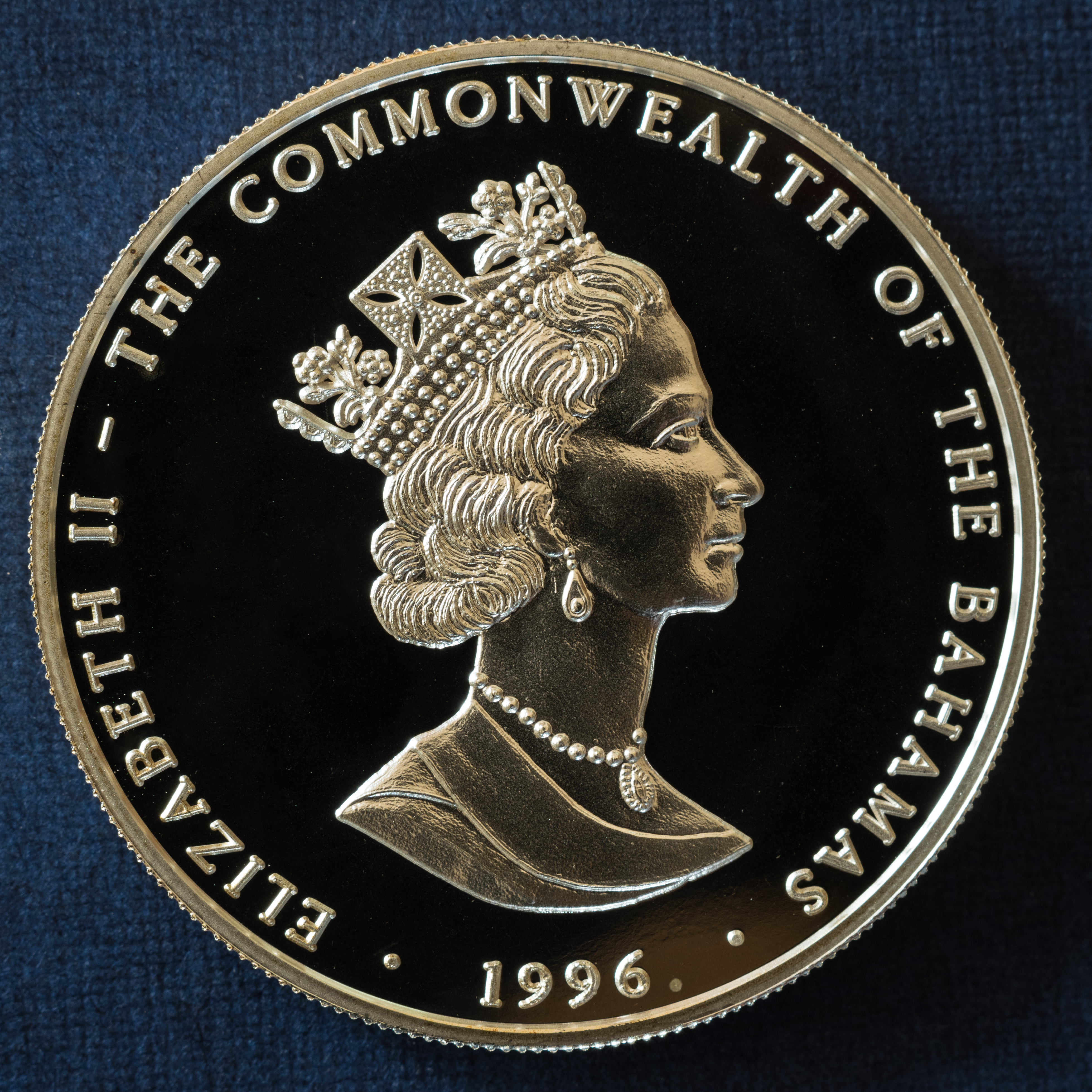
Bahama-szigeteki 1 dolláros pénzérme II. Erzsébet portréjával.

### Törvényhozás, végrehajtás, igazságszolgáltatás
A választásokat a király nevében a főkormányzó írja ki négyévente. Szintén a főkormányzó nevezi ki a király nevében a választásokon győztes párt vagy koalíció jelöltjét miniszterelnöknek. Hogyha egy párt sem szerez abszolút többséget, a választási eredmények alapján kialakítandó koalíció pártjai megegyeznek a miniszterelnök személyéről, akit a főkormányzó nevez ki. A miniszterelnök a miniszterekből álló kormány feje, a végrehajtó hatalom vezére. 2012. május 9. óta a Progresszív Liberális Párt jelöltje, Perry Christie a miniszterelnök. 
A törvényhozó hatalom a kétkamarás parlament kezében van.
Az igazságszolgáltatás legfelsőbb szerve a bahamai Privy Council.

### Közigazgatási beosztás
NP New Providence
# Acklins
1. Berry Islands
2. Bimini
3. Black Point
4. Cat Island
5. Central Abaco
6. Central Andros
7. Central Eleuthera
8. City of Freeport
9. Crooked Island
10. East Grand Bahama
11. Exuma
12. Grand Cay
13. Harbour Island
14. Hope Town
15. Inagua
16. Long Island
17. Mangrove Cay
18. Mayaguana
19. Moore's Island
20. North Abaco
21. North Andros
22. North Eleuthera
23. Ragged Island
24. Rum Cay
25. San Salvador
26. South Abaco
27. South Andros
28. South Eleuthera
29. Spanish Wells
30. West Grand Bahama

### Politikai pártok

#### Miniszterelnökök
| Név                  | Hivatali ideje                         | Párt                      |
| -------------------- | -------------------------------------- | ------------------------- |
| Sir Roland Symonette | 1964. január 7. – 1967. január 16.     | United Bahamian Party     |
| Lynden O. Pindling   | 1967. január 16. – 1992. augusztus 21. | Progressive Liberal Party |
| Hubert Ingraham      | 1992. augusztus 21. – 2002. május 3.   | Free National Movement    |
| Perry Christie       | 2002. május 3. – 2007. május 2.        | Progressive Liberal Party |
| Hubert Ingraham      | 2007. május 2. – 2012. május 8.        | Free National Movement    |
| Perry Christie       | 2012. május 8. – 2017. május 11.       | Progressive Liberal Party |
| Hubert Minnis        | 2017. május 11. – 2021. szeptember 17. | Free National Movement    |
| Philip Davis         | 2021. szeptember 17. óta               | Progressive Liberal Party |

## Gazdasága

### Általános adatok

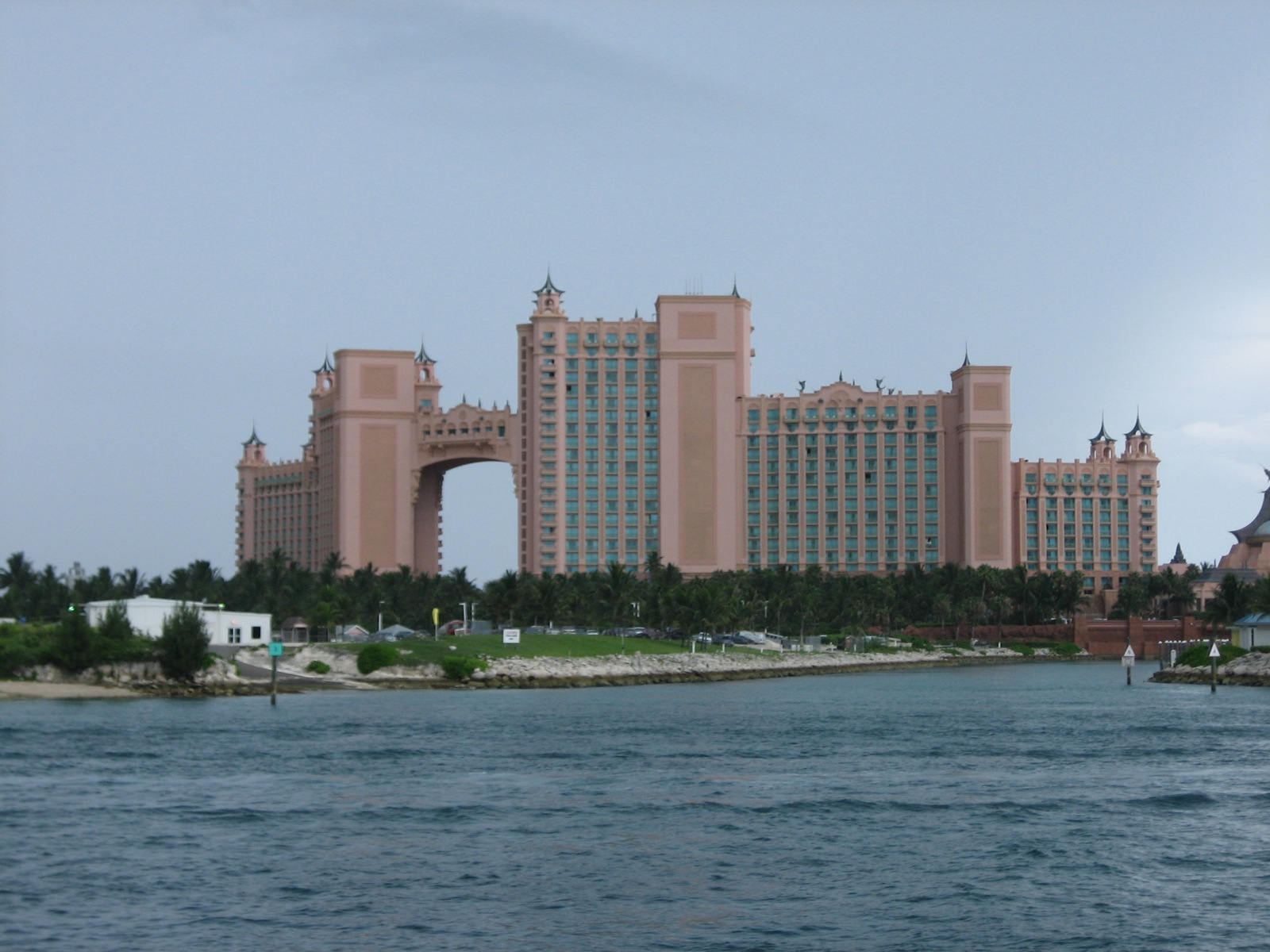
Szálloda a Paradise szigeten

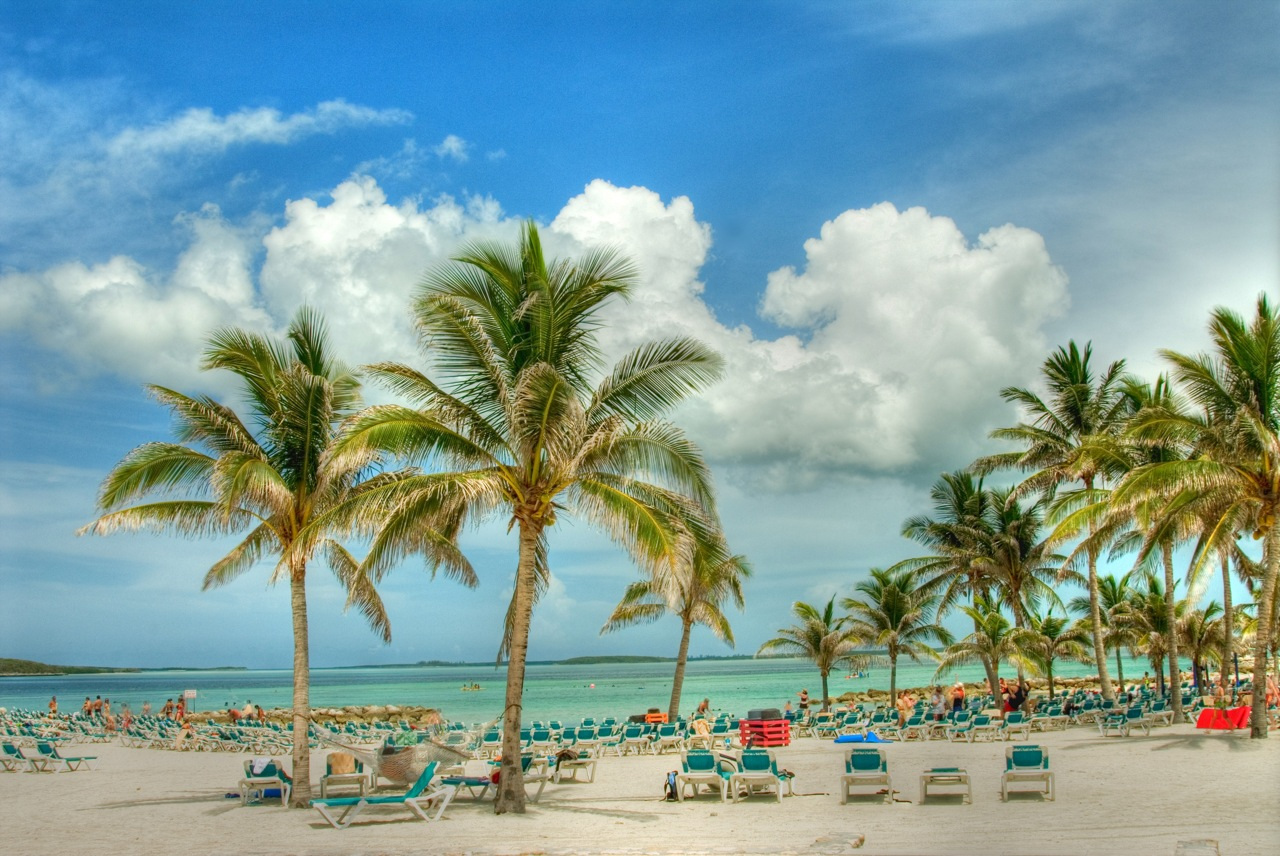
Tengerpart, Nassau

Az egy főre eső GDP-t tekintve a Bahama-szigetek az egyik leggazdagabb ország Amerikában. A turizmus nemcsak a bahamai GDP mintegy 60%-át adja, hanem az ország munkaerejének mintegy felének ad munkát. A Bahama-szigetek 5,8 millió látogatót vonzott 2012-ben, akiknek több mint 70%-a óceánjáró hajó utasa volt.
Jelentős bevételeket köszönhet liberális adórendszerének, amelyre alapozva virágzanak az off-shore vállalkozások. 
Az idegenforgalom után a következő legfontosabb gazdasági szektor a banki és az offshore nemzetközi pénzügyi szolgáltatások, amelyek a 2010-es években a GDP mintegy 15%-át teszik ki.
A világtengereken számtalan hajó közlekedik bahamai zászlók alatt.
- Mezőgazdaság, halászat:

A bahamai élelmiszer-ellátás kb. 80% -át importálják. Helyben cukornádat, trópusi gyümölcsféléket (banán, ananász stb.) termesztenek.
- Szolgáltatások:

Gazdaságának alapja az idegenforgalom.

### Külkereskedelem
Legfőbb külkereskedelmi áruk 
- Export: halak és rákok, aragonit, rum, só, műanyagok és ezekből készült áruk
- Import: gépek, műszaki berendezések és alkatrészek, üzemanyag, élelmiszer és élőállatok

Főbb kereskedelmi partnerek 2017-ben:
- Export:  USA 63,9%, Namíbia 19,3%
- Import:  USA 83,2%

## Közlekedés

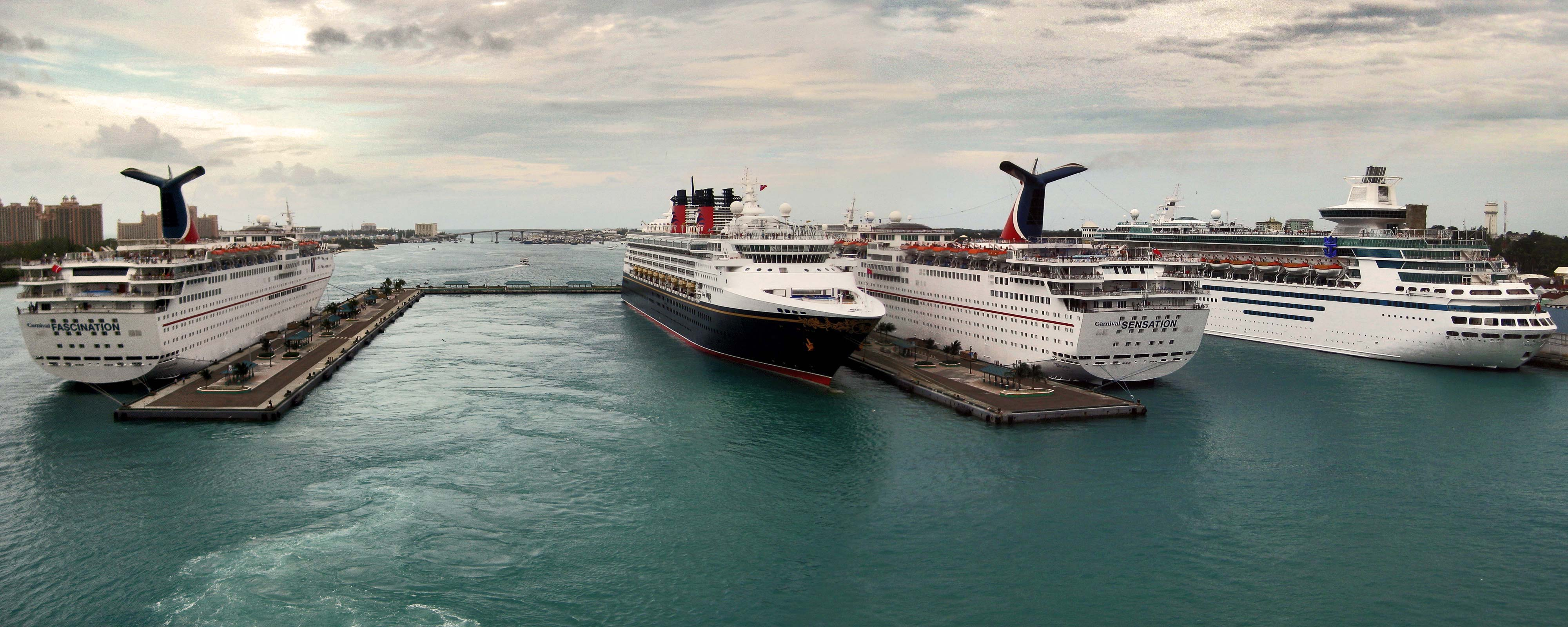
Óceánjárók a nassaui Prince George Wharf kikötőben

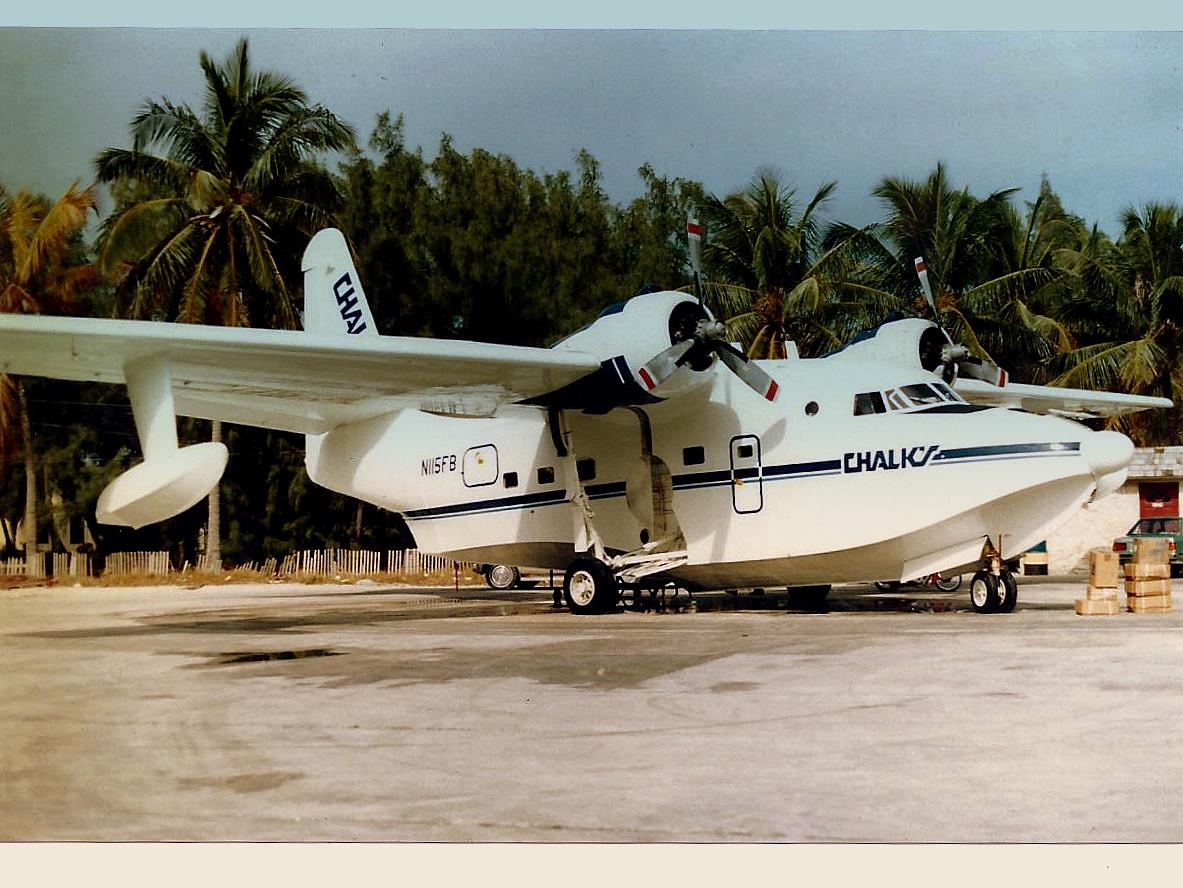
Egy, a szigetek között közlekedő repülő

Az országban nincs vasút. A közúthálózat hossza 2693 km.

### Vízi
A hajóutazás az egyetlen módja annak, hogy néhány kisebb szigetet elérjünk. A nagy utasszállító hajók kikötőhelyei a Grand Bahama-szigeten és New Providence-ben találhatók. A freeport-i Lucayan Harbour és Nassau Prince George Wharf kikötője kifejezetten óceánjáró hajók fogadására épült.

### Légi
A szigetek fő repülőterei:
- a New Providence-i Lynden Pindling nemzetközi repülőtér,
- a Grand Bahama-sziget Grand Bahama nevű nemzetközi repülőtere (GBIA),
- az Abaco-szigeten található Leonard M. Thompson (régebben: Marsh Harbour) nemzetközi repülőtér.

A burkolt kifutópályával rendelkező repülőterek száma 2010 körül 23 volt, ezeken kívül volt még 39 burkolatlan kifutópályákkal rendelkező.

## Telekommunikáció
| Hívójel prefix | C6 |
| ITU zóna       | 11 |
| CQ zóna        | 8  |

## Oktatási rendszer és kultúra

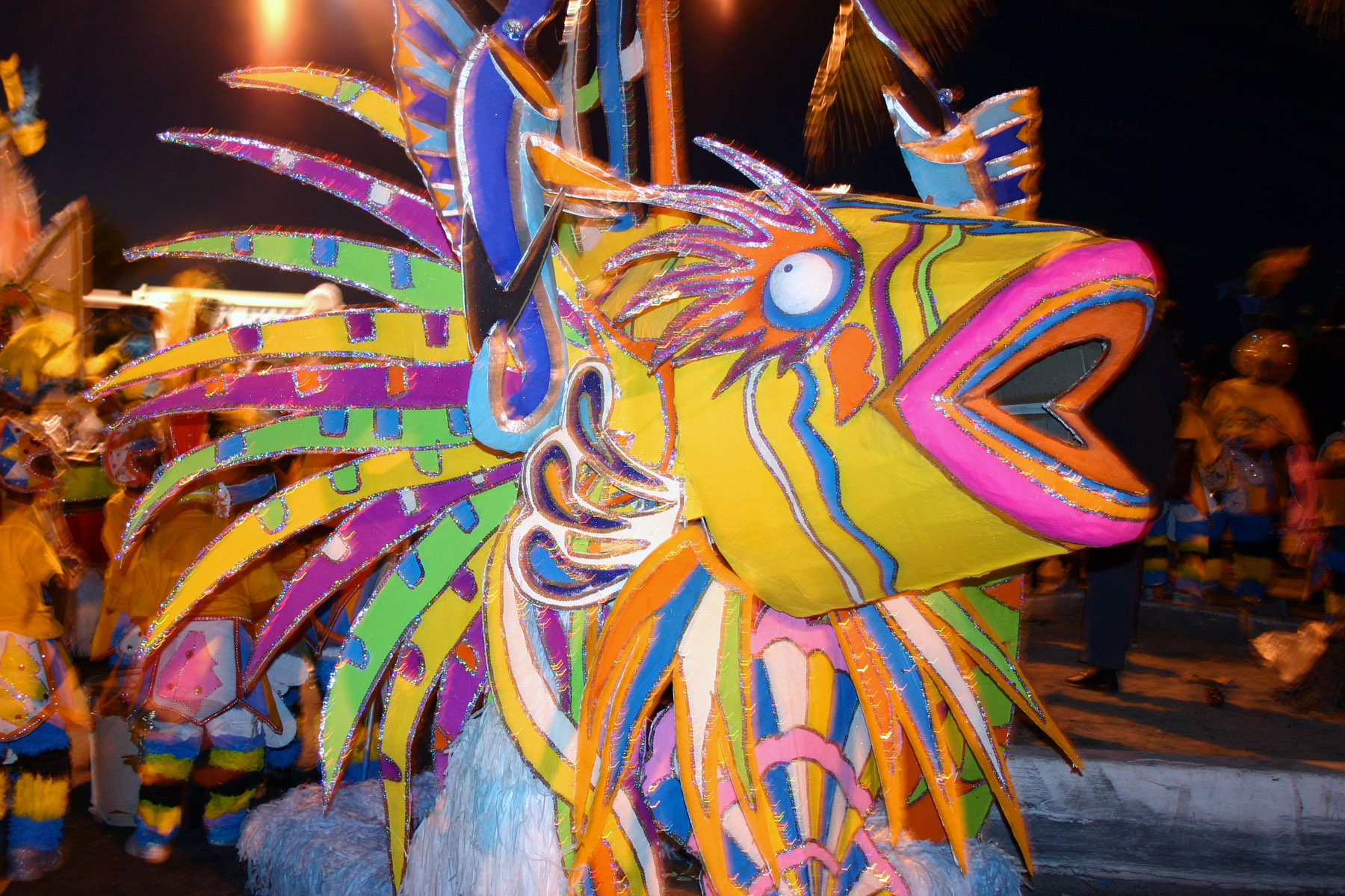
Fesztivál

### Művészetek
- Építészet
- Képzőművészetek
- Irodalom
- Filmművészet
- Zene

## Gasztronómia

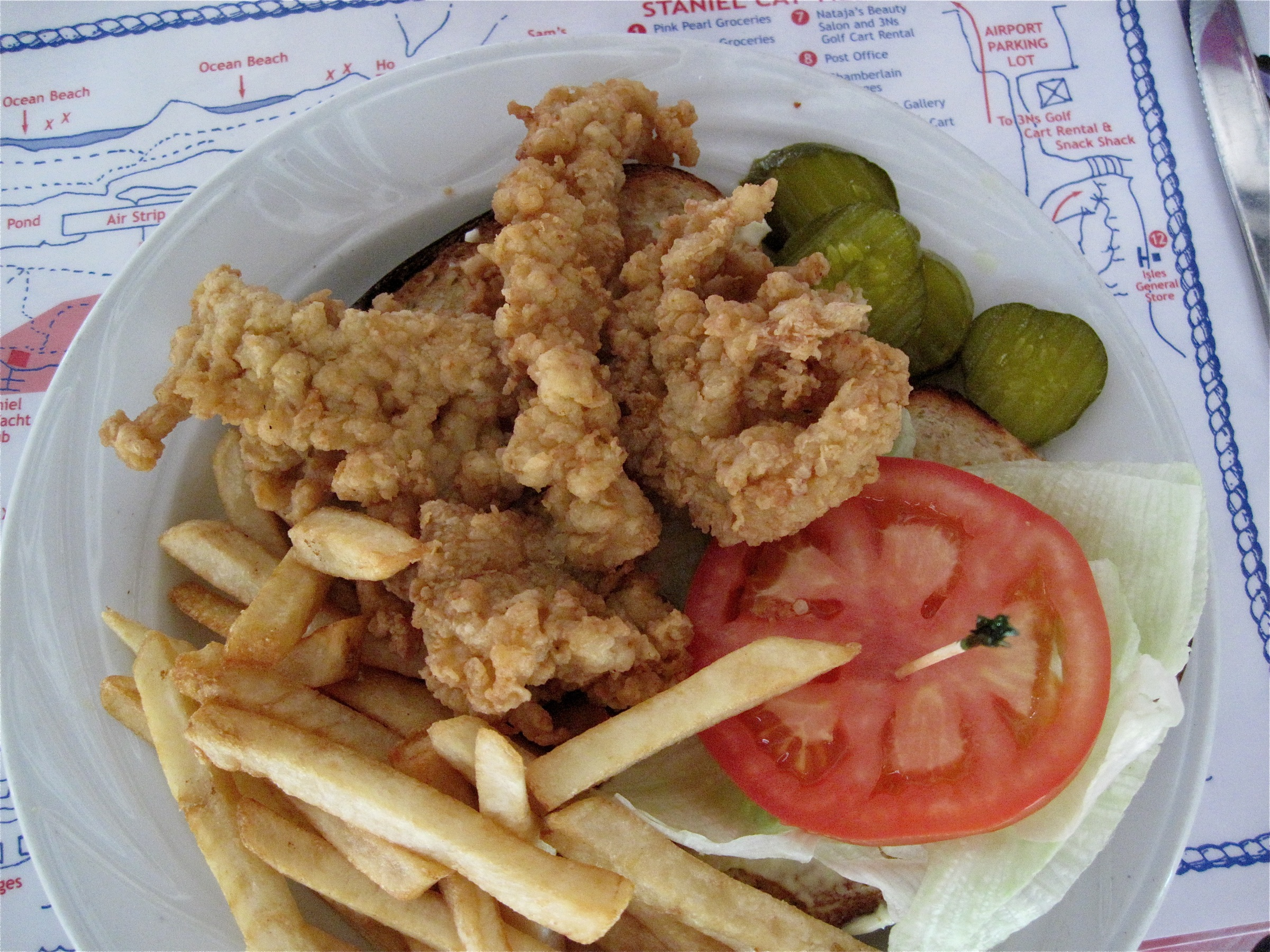
Sült tengeri csiga hasábburgonyával.

A konyhán nagy szerepet játszanak a tenger gyümölcsei: a különböző halak, kagylók, rákok és homárok. A szárazföldön termő alapanyagok a trópusi gyümölcsök, rizs, borsó és galambborsó. A leggyakoribb hús a sertéshús. A leggyakrabban használt fűszerek pedig az erőspaprika, zöldcitrom, hagyma, fokhagyma, szegfűbors, gyömbér, fahéj, rum és kókuszdió. Az egyes szigeteknek is megvannak a maguk jellegzetes kulináris sajátosságai, ugyanakkor a bahamai gasztronómia igen sok közös vonást mutat az Egyesült Államok déli államainak konyháival is.
Országszerte találkozni ételeket kínáló standokkal, ahol a külföldi vendégek szinte mindig kaphatnak frissen sült helyi specialitásokat.
A bahamai levesek többnyire más karibi szigetekről erednek. Alapanyagaik is többnyire halból vagy a tenger gyümölcseiből állnak. Egykor nagyon népszerű és emblematikus bahamai fogás volt a teknősleves, amely állatok védettsége miatt ma már teljesen eltűnt a gasztronómiából. Azóta a helyét átvették a tengeri csiga-specialitások.
A sertéshúson kívül találkozni a hozzávalók között baromfi-, kecske- és marhahússal is. Jellemző továbbá az iguánahús fogyasztása is, annak ellenére, hogy egyes fajai a Bahamákon veszélyeztetettek.
A rumalapú italok nagyon népszerűek a Bahamákon, sőt a kókusztejet is gyakran használják italok készítéséhez. A kókusztej és rum vegyítéséből többféle szeszesitalt állítanak elő, míg a Sky juice elnevezésű különlegességet kókusztejből, ginből és sűrített tejből készítik. Kalik néven saját söre is van a szigeteknek.

## Turizmus

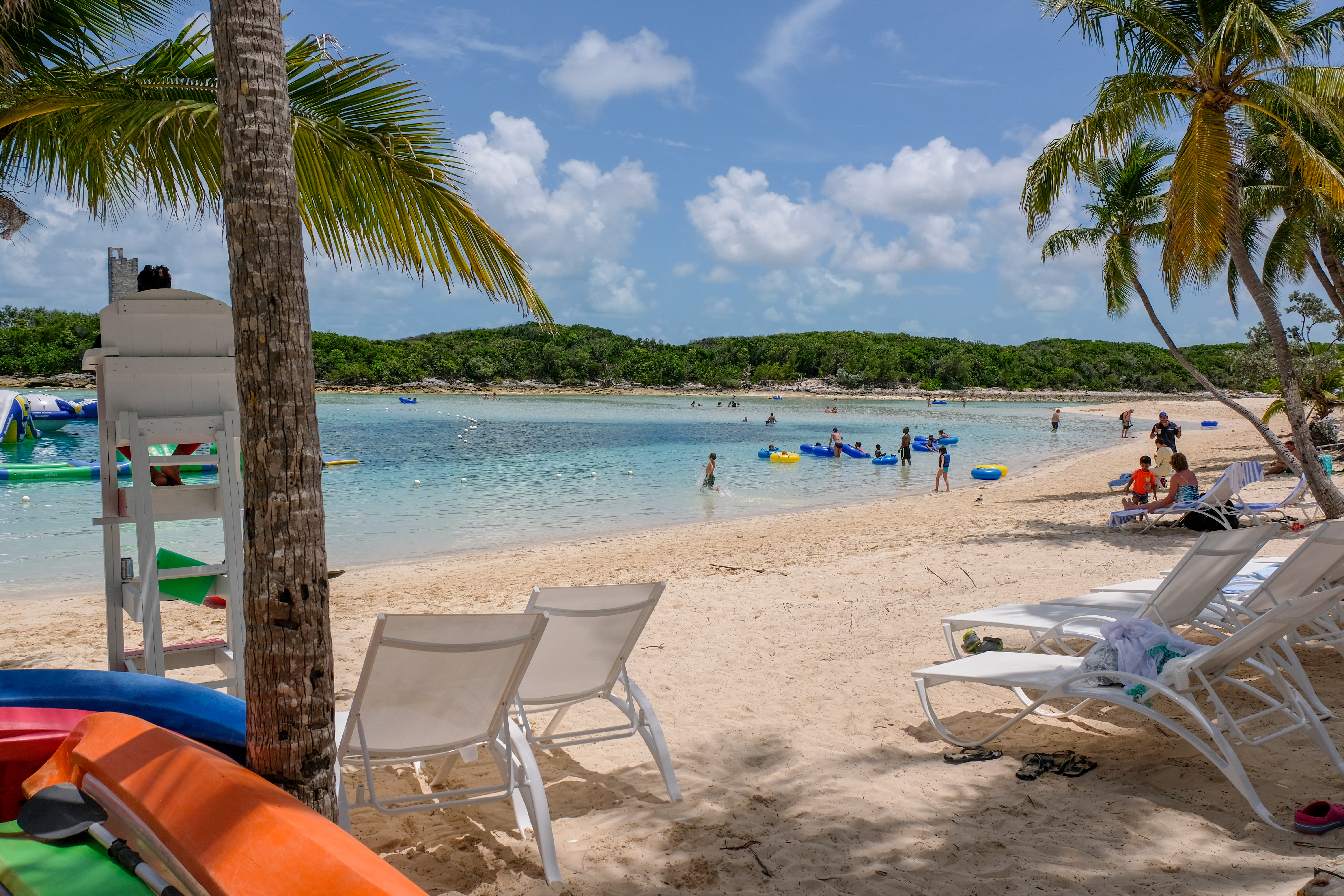
Tengerparti kép

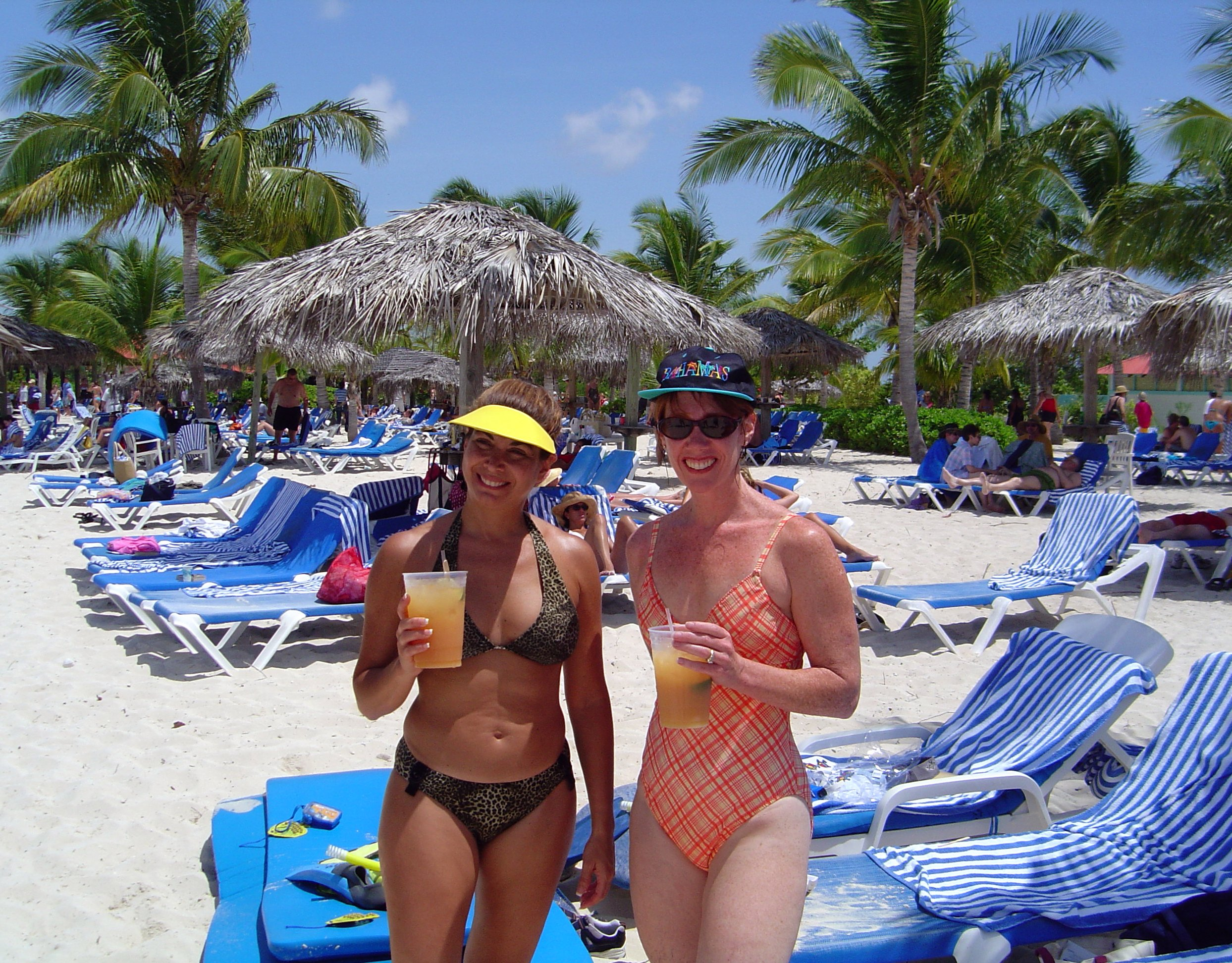
Turisták az Eleuthera-szigeten

A Bahamákon 2012-ben 5,8 millió turista fordult meg, többségük óceánjáró luxushajón érkezett.
2003-ban a fő szigetek turistáinak csaknem 70 százaléka azt mondta, hogy idelátogató döntésük elsősorban a meleg éghajlaton és a strandok szépségén és elérhetőségén alapult, ezt követte a szállodai létesítmények szolgálatai és sokszínűsége.
Számos nagy társaság megvásárolt egy-egy lakatlan szigetet, amelyet ma privát üdülőszigetekként működtetnek.

### Oltások
- Kötelező oltás, ha fertőzött országból érkezik/országon át utazik valaki: Sárgaláz. Javasolt még a Hepatitis A elleni oltóanyag.

## Sport

### Olimpia
A Bahama-szigeteknek eddig 5 olimpiai aranyérmet szerzett.
Aranyérmesek:
Tokyo (1964)
- Vitorlázás (Csillaghajó)
  - Durward Knowles, Cecil Cooke

Sydney (2000)
- 4x100 női váltó
  - Svetheda Fynes
  - Chandra Sturrup
  - Pauline Davis
  - Debbie Ferguson-Mckinsey
- 200 méter síkfutás
  - Pauline Davis-Thompson

Athén (2004) - 400 m női
- Tonique Williams-Darling

London (2012)
- 4 × 400 m váltófutás
  - Chris Brown
  - Demetrius Pinder
  - Michael Mathieu
  - Ramon Miller
- 400 méteres skífutás
  - Shaunae Miller

## Ünnepek
| Dátum                | angol neve       | magyar neve                                                            |
| -------------------- | ---------------- | ---------------------------------------------------------------------- |
| január 1.            | New Year’s Day   | Újév                                                                   |
| március/április      | Good Friday      | Nagypéntek                                                             |
| március/április      | Easter           | Húsvétvasárnap -hétfő                                                  |
| június 1. pénteke    | Labour Day       | A munka ünnepe                                                         |
| május/június         | White Monday     | Pünkösdhétfő                                                           |
| július 10.           | Independence Day | A Függetlenség napja (1973)                                            |
| augusztus 1. hétfője | Emancipation Day | A rabszolgák emléknapja – 1834. augusztus 1-jén felkeltek a rabszolgák |
| október 12.          | Discovery Day    | A felfedezés napja – Kolumbusz 1492 e napján fedezte fel               |
| december 25-26       | Christmas Day    | Karácsony                                                              |